# Мизгея
Мизге́я — река в России, протекает по Тульской области, левый приток Упы. Длина — 43 км, площадь водосборного бассейна — 561 км². Средний уклон 2,28 м/км. Берёт начало в 4 километрах западнее села Верхние Дубки, течёт в пределах Одоевского и Арсеньевского районов, образуя большие петли. Впадает в Упу около посёлка Приупский.
В середине течения пересекает автодорогу Р139 Белёв — Тула.
После слияния с Малой Мизгеей река получает название Большая Мизгея.
На реке Мизгее расположены села Кашево, Мизгея, Малыхино, Малое и Большое Касимово, Сомово, деревни Горбачёво, Бутырки.

## Гидроним
По легенде Мизгея получила своё название ещё во времена татаро-монгольского ига, и в этой реке утонул хан Мизгей.

## Притоки
(указано расстояние от устья)
- 13 км: река Малая Мизгея (лв)
- 15 км: река Маловель (пр)
- 29 км: река Нережда (пр)